# 사회적 거리
사회적 거리(社會的距離)는 사회에서의 계급, 인종, 성별 등의 다른 집단과의 거리를 의미한다. 개인 또는 그룹이 사회 연결망에서 다른 개인 또는 그룹에 대해 느끼는 친밀감 또는 친밀감의 척도이다.
로버트 E. 파크는 사회적 거리를 "개인과 사회적 관계를 일반적으로 특징 짓는 이해와 친밀감의 등급과 정도를 측정 가능한 용어로 줄이려는 시도"로 정의했다.